# Mariusz Wach
Mariusz Wach (* 14. Dezember 1979 in Krakau als Mariusz Łukasz Wach) ist ein polnischer Profiboxer im Schwergewicht.

## Amateurkarriere
Wach boxte für den Club Tomex Kraków, bestritt 77 Amateurkämpfe und wurde 2003 und 2004 jeweils Polnischer Meister im Superschwergewicht, wobei er in den beiden Finalkämpfen Grzegorz Kiełsa besiegte.
2004 gewann er nach einer Finalniederlage gegen Roberto Cammarelle die Silbermedaille im Superschwergewicht bei der EU-Meisterschaft in Madrid und erreichte das Viertelfinale bei der Europameisterschaft in Pula, wo er gegen Sergej Roschnow ausschied.
Ihm gelangen im Laufe seiner Karriere unter anderem Siege gegen Sebastian Köber, Michel López und David Price.

### Auswahl int. Turnierergebnisse
- Juni 2004: 2. Platz beim Grand Prix Ústí in Tschechien[6]
- Mai 2004: 2. Platz beim Chowdhry Cup in Aserbaidschan[7]
- April 2004: 3. Platz beim Strandja Tournament in Bulgarien[8]
- April 2003: 3. Platz beim Feliks Stamm Tournament in Polen[9]
- Oktober 2002: 3. Platz beim Feliks Stamm Tournament in Polen[10]

## Profikarriere
Wach war bisher bei den Promotern Mariusz Kolodziej und Jimmy Burchfield unter Vertrag, trainiert wurde er unter anderem von Michael Moorer, Juan De Leon und Piotr Wilczewski.
Ab April 2005 gewann er 27 Kämpfe in Folge und besiegte dabei unter anderem Zoltán Béres und Christian Hammer. Mit einem Sieg gegen Jonathan Haggler wurde er im Februar 2011 WBC Baltic Champion und im Juli 2011 mit einem Sieg gegen Kevin McBride auch WBC International Champion im Schwergewicht, letzteren Titel verteidigte er gegen Jason Gavern und Tye Fields. 
Am 10. November 2012 boxte er als Herausforderer um die WM-Titel der IBF, IBO, WBA und WBO im Schwergewicht, verlor den Kampf jedoch in der O2 World Hamburg einstimmig nach Punkten gegen den Titelträger Wladimir Klitschko. Wach, zum Zeitpunkt des Kampfes 32 Jahre alt und 113,8 kg schwer, konnte Klitschko lediglich am Ende der fünften Runde mit einem Wirkungstreffer in Bedrängnis bringen, wurde ansonsten jedoch ausgeboxt, was sich auch in der Trefferstatistik von 274 zu 60 widerspiegelte. Die Tatsache, dass der vom Ring Magazine auf Platz 1 der Weltrangliste gesetzte Klitschko, seinen von den meisten Verbänden nicht einmal unter den Top 10 geführten Herausforderer trotz seiner Schlagstärke (58 Siege, 51 KO) nicht vorzeitig besiegen konnte, steigerte den Bekanntheits- und Popularitätsgrad des Polen. Jedoch wurde Wach nach dem Kampf positiv auf verbotene Anabole Steroide getestet und daraufhin für ein Jahr von weiteren Wettkämpfen ausgeschlossen.
Wach stieg erst im April 2014 wieder in den Ring und gewann vier folgende Kämpfe, darunter gegen Travis Walker, Gbenga Oluokun und Konstantin Airich, ehe er am 4. November 2015 in der Tatneft-Arena Kasan gegen Alexander Powetkin verlor. Der Kampf wurde in der zwölften und letzten Runde, aufgrund einer schweren Cut-Verletzung unter dem linken Auge von Wach, abgebrochen. Powetkin, der zu diesem Zeitpunkt nach Punkten mit 108:101 und 2× 109:100 einstimmig in Führung lag, wurde zum Sieger durch TKO erklärt.
Am 18. März 2017 gewann er in der Arena Leipzig den IBF-Europameistertitel im Schwergewicht durch einen Punktsieg (einstimmig) gegen Erkan Teper, verlor jedoch drei folgende Kämpfe gegen Jarrell Miller, Artur Szpilka und Martin Bakole.
Nach zwei Aufbausiegen, verlor er zudem am 7. Dezember 2019 in Diriyya einstimmig gegen Dillian Whyte, siegte jedoch am 12. Juni 2020 gegen Kevin Johnson.
Seit 2020 folgten Niederlagen gegen Hughie Fury, Arslanbek Machmudow, Kevin Lerena und Frazer Clarke.